# Ludwig Lindenschmit der Ältere

Ludwig Lindenschmit

Ludwig Lindenschmit der Ältere. auch Ludwig Lindenschmidt (* 4. September 1809 in Mainz; † 14. Februar 1893 ebenda) war ein deutscher Prähistoriker, Pionier der Urgeschichtsforschung, Historienmaler, Lithograf und Zeichenlehrer. Er ist Mitglied der Künstlerfamilie Lindenschmit, die sich über vier Generationen hinweg von Mainz nach Aschaffenburg, Frankfurt am Main und München verzweigte.

## Leben
Ludwig Lindenschmit war der Sohn des nassauischen Stechers, Zeichners, Medailleurs und Münzgraveurs Johann Lindenschmit (1771–1845), der in Mainz unter anderem römische und mittelalterliche Bauten und Skulpturen aufnahm, und Bruder des Mainzer Malers und Zeichenlehrers Wilhelm Lindenschmit, der unter anderem die Fresken in Hohenschwangau gemalt hat. Seit 1843 war der katholische Lindenschmit in München verheiratet mit Luise (der Schwester seiner Schwägerin) und hatte mit ihr insgesamt vier Söhne (einer früh verstorben) und zwei Töchter (eine früh verstorben).
Zunächst besuchte er das Gymnasium in Mainz und erhielt anschließend eine künstlerische Ausbildung in Wien. Zusammen mit seinem Bruder Wilhelm ging er im Frühjahr 1824 nach Wien und 1825 nach München. Dort absolvierte er wie sein Bruder bis 1831 ein Studium der Malerei an der Akademie, hauptsächlich bei dem Akademiedirektor Peter von Cornelius (1783–1867), und an der Universität. Während seines Studiums wurde er 1824 Mitglied einer Münchner Burschenschaft, wahrscheinlich Renonce oder Conkneipant der Burschenschaft Germania. Von 1831 bis 1875 lehrte er als Zeichenlehrer am Gymnasium und an der Gewerbeschule seiner Geburtsstadt Mainz und wandte sich insbesondere Darstellungen naturgeschichtlicher Gegenstände zu. Seine romantische Vorliebe galt Themen aus der Sagenwelt und der deutschen Geschichte.

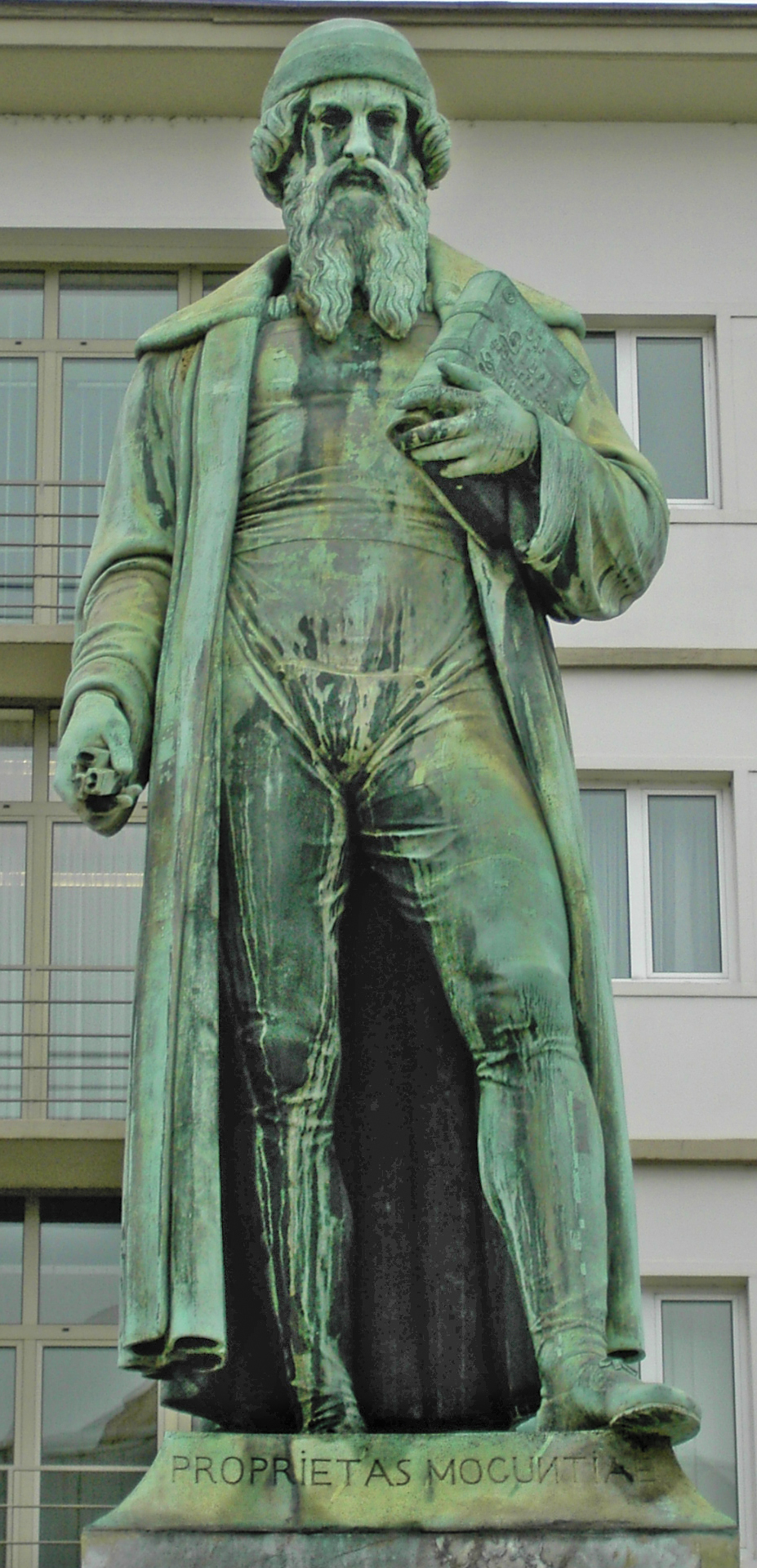
Ludwig Lindenschmit schuf den Entwurf für das Mainzer Gutenberg-Denkmal am Gutenbergplatz

Mit seinem Bruder Wilhelm Lindenschmit führte er seit 1835 die historischen Fresken im Schloss Hohenschwangau aus. 1836, 1842 und 1846 beschickte er die Ausstellungen des Rheinischen Kunstvereins in Mainz, unter anderem mit seinen Gemälden Gutenberg, Stürmende deutsche Landsknechte und Ritter mit seinen Knechten.
Von Ludwig Lindenschmit stammt der Entwurf für das Mainzer Gutenberg-Denkmal am Gutenbergplatz. Das Modell wurde ausgeführt von dem bedeutenden dänischen Bildhauer Bertel Thorwaldsen (1770–1844), Charles Crozatier in Paris führte dann 1836 den Bronzeguss aus. Enthüllt wurde das Denkmal am 14. August 1837. Eine Nachbildung findet sich heute in Putbus auf Rügen.
Während seiner beruflichen Tätigkeit als Maler und Zeichenlehrer beschäftigte sich Ludwig Lindenschmit in zunehmendem Maße mit der heimischen Altertumskunde. Er war Mitglied der Mainzer Freimaurerloge „Die Freunde zur Eintracht“.

## Zeit als Prähistoriker und Museumsgründer
Am 11. Dezember 1841 war Ludwig Lindenschmit Mitbegründer des Mainzer Altertumsvereins, der sich am 31. Januar 1844 auf seiner ersten Generalversammlung als „Verein zur Erforschung der rheinischen Geschichte und Alterthümer in Mainz“ endgültig konstituierte und dessen Sammlungen im Kurfürstlichen Schloss zu Mainz untergebracht waren. Ludwig Lindenschmit war im ersten Vorstand als erster „Konservator“ zuständig für die archäologischen Altertümer und war von 1863 bis zu seinem Tod im Amt des Vorsitzenden. Ihm zu Ehren verleiht der Verein die „Ludwig-Lindenschmit-Plakette“.
Ludwig Lindenschmit war auf Beschluss der „Versammlung deutscher Geschichts- und Alterthumsforscher“ (16. bis 19. August 1852 in Dresden) Initiator der Gründung des heutigen Römisch-Germanischen Zentralmuseums (RGZM) in Mainz als „Centralmuseum für Vor- und Frühgeschichte für germanische und römische Altertümer“ und zusammen mit Hans Freiherr von und zu Aufseß des „Germanischen Museums“ in Nürnberg.

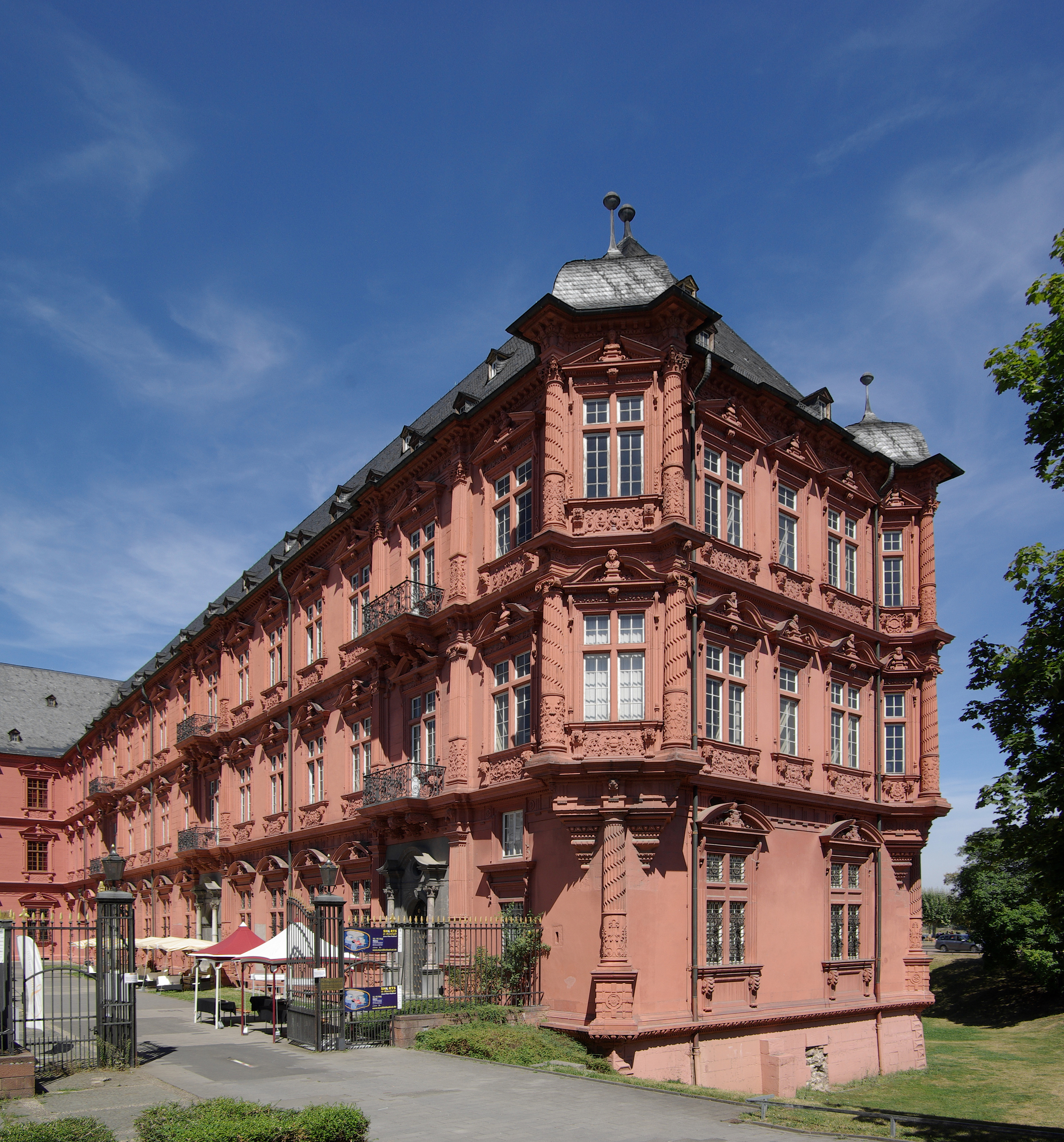
Das im Kurfürstlichen Schloss Mainz untergebrachte Römisch-Germanische Zentralmuseum (RGZM).

Beide Gründungen wurden jeweils einstimmig beschlossen. In den darauffolgenden Jahren war Aufseß der Ansicht, dass es nur einer nationalen Institution, und zwar der „seines Museums“, des „Germanischen Museums“, bedarf, die Erforschung und Bearbeitung des ganzen Gebietes der deutschen Geschichts- und Altertumswissenschaft zu leisten. Dieser Vorschlag wurde durch die schwierige Gesamtlage des Mainzer Museums in den ersten Jahren seines Bestehens (finanzielle und strukturelle Schwierigkeiten) präferiert. So blieb etwa die vom Gesamtverein in Aussicht gestellte Unterstützung aus und die Resonanz in weiten Kreisen der Öffentlichkeit ebenso, im Gegensatz zum Nürnberger Germanischen Museum. Und so bedrängte Aufseß den Vorstand des Mainzer Museums, sich dem Germanischen Museum anzuschließen. Schließlich bot Aufseß 1855, als das Mainzer Museum mit größten Schwierigkeiten zu kämpfen hatte (es stand kurz vor dem Zusammenbruch), dem damaligen Konservator Ludwig Lindenschmit die Stelle eines Direktors der Kunst- und Alterthumssammlungen am Nürnberger Museum an, mit einem fixen Jahresgehalt von 1000 fl. Doch Ludwig Lindenschmit lehnte schon nach kurzer Bedenkzeit ab.
In der Folgezeit kam es immer wieder zu Initiativen von Seiten der „Nürnberger“ zu einer Zusammenarbeit, doch scheiterten auch diese. Somit betrachtete Aufseß die Aktivitäten Ludwig Lindenschmits in Mainz stets als Konkurrenzunternehmen. Von 1853 bis zu seinem Tode im Jahre 1893 blieb Lindenschmit aber ununterbrochen Mitglied des Verwaltungsausschusses und seit 1854 des Gelehrtenausschusses für das Fach römisch-deutsche Altertumskunde des Germanischen Nationalmuseums in Nürnberg.
Erst seit 1871 standen dem Museum regelmäßige Mittel von Seiten des neu gegründeten Deutschen Reichs zur Verfügung. Daher konnte Ludwig Lindenschmit im Jahr 1872 seine Tätigkeit als Zeichenlehrer endgültig aufgeben und sich nun ganz der Leitung des Mainzer Museums widmen. Unterstützt wurde er dabei in seinen letzten Jahren von seinem Sohn Ludwig Lindenschmit dem Jüngeren, der auch nach dem Tod seines Vaters von 1893 bis 1912 die Leitung des Römisch-Germanischen Zentralmuseums übernahm.
Ludwig Lindenschmit war stets der Ansicht, dass historische Interpretationen von Altertumsfunden nur möglich seien, wenn weiträumige, vergleichende Studien betrieben würden. So wurde auf die Initiative Lindenschmits mit dem Mainzer Altertumsverein eine bedeutende, überregionale Studiensammlung angelegt. Auf ihn gehen etwa 12.000 Abgüsse (Kopien-Sammlung) zurück, die systematisch aufgebaut und auch öffentlich verkauft wurden. Diese Kopiensammlung, etwa Schnallen, Fibeln, Schwerter, Urnen und Speere, sollte alle bedeutenden Funde aus Deutschland und ganz Europa umfassen und so vergleichende Arbeiten ermöglichen. Um 1900 umfasste diese Sammlung rund 13.200 Nachbildungen. Gesammelt wurden aber auch Originale und Abbildungen vor- und frühgeschichtlicher Denkmäler Deutschlands und seiner Nachbarländer, um diese zu erforschen und die Ergebnisse in wissenschaftlichen und volkstümlichen Schriften zugänglich zu machen. Dabei betrachtete sich das Museum weniger als öffentliche Schausammlung als vielmehr als Forschungsstätte zur Vor- und Frühgeschichte, was heute auch noch durch den Museumsnamen „Römisch-Germanisches Zentralmuseum – Forschungsinstitut für Vor- und Frühgeschichte“ (RGZM) zum Ausdruck gebracht wird. Untergebracht wurde die Studiensammlung im Kurfürstlichen Schloss. Ludwig Lindenschmit leitete das RGZM dann bis zu seinem Tod im Jahre 1893.
Bis heute hat sich das Museum zu einem weltweit renommierten Forschungsinstitut mit integrierten Laboratorien und Werkstätten, einer umfangreichen Bibliothek und einem Bildarchiv entwickelt. Die zahlreichen Forschungsfelder erstrecken sich auch auf andere Kulturen der Alten Welt. Von den Forschungsaktivitäten zeugen auch zahlreiche Publikationsreihen.
Ludwig Lindenschmit war einer der heftigsten Gegner des um 1870 heiß diskutierten Dreiperiodensystems des dänischen Prähistorikers Christian Jürgensen Thomsen (1788–1865, seit 1816 Leiter des Dänischen Nationalmuseums in Kopenhagen), speziell einer Eisenzeit, die dann um 1890 nach heftigsten Auseinandersetzungen allgemeine Anerkennung fand. Lindenschmit vertrat aber zu Recht die zentrale Bedeutung des Mittelmeerraums für die Entwicklung der vorgeschichtlichen Metallurgie.
1861 wurde Ludwig Lindenschmit von Napoleon III. als Berater bei der Gründung des „Musée des Antiquités Nationales“ in Saint-Germain-en-Laye hinzugezogen. So schenkte er dem cäsarbegeisterten Franzosenkaiser wichtige stadtkölnische Ausgrabungen für dieses Museum, darunter zwei bedeutende Grabdenkmäler: den Cippus des C. Deccius aus Ticinum, Soldat der 20. Legion und Tierarzt, und das Monument des Hornisten der 1. Legion C. Vetienus aus Rom. Beide Grabsteine wurden zuerst abgebildet auf den Randleisten von Egmonts Stadtplan von 1642, einer modernisierten Neuauflage des bekannten Mercatorstichs von 1571. Zunächst waren beide Grabsteine in die Mauer eines neuen Festungswerks am Kölner Bayenturm eingelassen. Später, Ende des 19. Jahrhunderts, wurden sie im genannten Museum von Saint-Germain-en-Laye wiederentdeckt.
In den Jahren 1845/46 grub Ludwig Lindenschmit, beauftragt vom Mainzer Altertumsverein, südlich des rheinhessischen Dorfes Selzen (heute Kreis Mainz-Bingen) in der Gewann Heuer am Hang oberhalb einer Mühle ein bedeutendes fränkisches Reihengräberfeld aus, das er dann zusammen mit seinem Bruder Wilhelm Lindenschmit publizierte. An den Mainzer Altertumsverein wurden sechs geöffnete und zerstörte Gräber vom örtlichen Lehrer Krafft gemeldet. Lindenschmit konnte dann 1845 sechs oder sieben und im folgenden Jahr 18 Gräber aufdecken. Die gut erhaltenen Bestattungen waren mit reichen Beigaben (Waffen und Schmuck, etwa vier Bügelfibelpaaren, drei Bronzebecken sowie 13 Gläsern) ausgestattet. In der schnell erfolgten Grabungspublikation der Brüder Lindenschmit

„…verbindet sich hellsichtiges Erfassen archäologischer Erkenntnismöglichkeiten, namentlich in bezug auf die Chronologie frühmittelalterlicher Grabfunde, mit historischem Forschungsdrang, nationaler Begeisterung und unverhohlener Streitlust…“

Die für damalige Zeit mustergültige Grabungspublikation ist hervorragend illustriert mit Aquarellen von seinem Bruder Wilhelm Lindenschmit, die den archäologischen Befund der Bestattungen dokumentieren. Die einzelnen Gräber konnten auf diese Weise in ihrem Zusammenhang klar systematisiert und zu damals bekannten Vergleichsfunden in Beziehung gesetzt werden. Aufgrund von zwei Münzfunden des oströmischen Kaisers Justinian I. (527–565) als Obolus in zwei Gräbern konnte Lindenschmit die Bestattungen in das frühe Mittelalter datieren. Durch die Münzdatierung wurde ihm auch eine historische Deutung in die Zeit der Germanen (Franken) möglich. Forscherkollegen lieferten sich zur Publikationszeit heftige Auseinandersetzungen um die Interpretation solcher Gräberfelder. Im Gegensatz zu den „Germanomanen“ wiesen die „Keltomanen“ die Gräber den Kelten zu.

„Der Anfang seiner archäologischen Tätigkeit war durch die leidenschaftlichen Auseinandersetzungen mit den ‚vaterlandsfeindlichen Keltisten‘ gekennzeichnet, die die Kelten für die Ureinwohner Mitteleuropas hielten, während es nach Meinung von Lindenschmit und seinem Bruder Wilhelm ohne Zweifel die ‚Deutschen‘ waren“

1868 untersuchte und publizierte Ludwig Lindenschmit Funde der Hinkelstein-Gruppe, die bereits 1866 beim Roden eines Feldes zur Anlage eines Weinberges in Monsheim im Gewann Hinkelstein (Kreis Alzey-Worms, Rheinland-Pfalz) in einem Gräberfeld entdeckt worden waren und auf Untersuchungen des Wormser Arztes und Heimatforschers Karl Koehl zurückgehen. Der Name dieser neolithischen Kultur fußt auf einen rund zwei Meter hohen Menhir, der sich heute im Schlosshof von Monsheim befindet und im rheinhessischen Volksmund „Hinkelstein“ genannt wird. Koehl schlug 1898 den Ausdruck Hinkelsteintypus vor. Heute wird allgemein der Terminus Hinkelsteingruppe benutzt, deren Hauptverbreitung Baden-Württemberg, Rheinland-Pfalz und Hessen umfasst.
Ludwig Lindenschmit publizierte ferner 1876 in einem wichtigen Aufsatz voller Sarkasmus und Ironie die nicht nur in der Fachwissenschaft bekannten Thaynger Fälschungen, die sein Sohn Ludwig Lindenschmit d. J. als solche entlarvt hatte: es handelte sich um zwei als prähistorische ausgegebene Zeichnungen eines Bären und eines sitzenden Fuchses, angeblich gefunden im Kesslerloch bei Thayngen im schweizerischen Kanton Schaffhausen nahe der deutschen Grenze. Er verglich die beiden einfachen Gravierungen von Bär und Fuchs mit Kinderzeichnungen und fand frappierende Ähnlichkeiten in Kinderbüchern. Auch alle anderen Kunstwerke aus dem Kesslerloch hielt Lindenschmit der Ältere im Gegensatz zu den meisten seiner Zeitgenossen für Fälschungen. Gefunden wurden sie im Jahre 1874 schon kurz nach der Entdeckung der Höhle im Vorjahr von dem jungen Basler Reallehrer Konrad Merk, der selbst die bedeutende, durch Gebüsch verborgene Höhle unweit der durch das Fulachtal nach Schaffhausen führenden Bahnlinie entdeckt hatte. In den beiden darauf folgenden Jahren führte Merk dort mit Hilfe eines Kollegen und zweier Schüler Ausgrabungen durch, in deren Verlauf neben Fossilien auch rund 12.000 Steinwerkzeuge, Kernsteine und Abschläge, einige hundert Knochengeräte sowie Tierknochen gefunden wurden.
Heute werden die nicht gefälschten Kunstwerke zweifelsfrei in das Magdalénien datiert. Ludwig Lindenschmit glaubte jedoch nicht an die bereits weithin anerkannte eiszeitliche Kleinkunst, die etwa aus bedeutenden französischen Höhlen bekannt wurde. Und so publizierte er, wie bereits erwähnt, die überraschende Entdeckung seines Sohnes. Für ihn waren nun alle eiszeitlichen Kunstwerke gemeine Fälschungen; es entbrannte ein von allen Seiten leidenschaftlich geführter Streit. Die deutsche Forschung folgte Ludwig Lindenschmit zunächst. Um es überspitzt zu formulieren: Für Lindenschmit galt alles, was nicht römisch-germanisch war, nichts. Später rechtfertigte sich Konrad Merk damit, die beiden Fälschungen von Bär und Fuchs nicht im Laufe seiner Ausgrabungen entdeckt zu haben, sondern dass diese erst mehr als ein Jahr später aufgetaucht seien. Anschließend verstärkte sich der Verdacht gegen einen der früheren Arbeiter Merks, den Tagelöhner Martin Stamm, der behauptet hatte, sie bei einer Nachsuche im Grabungsschutt entdeckt zu haben. Es begann eine gerichtliche Untersuchung, in deren Verlauf Stamm gestand, er habe die beiden Ritzzeichnungen um Ostern 1875 von seinem Vetter, einem Realschüler in Schaffhausen, auf Knochen aus dem Keßlerloch anfertigen lassen. Somit stand die Fälschung dieser beiden Kunstwerke fest.
In seinem Alterswerk widmet sich Ludwig Lindenschmit schließlich wie schon zu Beginn seiner Forscherkarriere der Archäologie der Merowingerzeit. In dem einzig erschienenen Band des „Handbuchs der deutschen Alterthumskunde“ beschreibt Lindenschmit die „Alterthümer der merovingischen Zeit“ und fasst damit den damaligen Stand der Wissenschaft vorzüglich zusammen. Zudem ist es sein wissenschaftliches Lebenswerk, mit dem er auch die Grundlage für die archäologische Erforschung der Merowingerzeit in ganz Mitteleuropa legte. Ludwig Lindenschmit der Ältere kann „als Begründer der Merowingerarchäologie in Deutschland gelten“, so der Prähistoriker Hermann Ament (2001). Seine eigentliche Lebensaufgabe aber, so Ament, bestand in der Leitung des neu gegründeten Römisch-Germanischen Zentralmuseums in Mainz.
Ludwig Lindenschmit war Herausgeber wichtiger Standardwerke seiner Zeit, etwa seit 1858 der fünfbändigen Ausgabe „Alterthümer unserer heidnischen Vorzeit“ (1864–1911), in der er bestimmte Gruppen von Altertümern vorlegte. Ab Mai 1866 redigierte er zusammen mit dem Freiburger Anatom Alexander Ecker das neu erschienene Archiv für Anthropologie als eine Zeitschrift für Naturgeschichte und Urgeschichte des Menschen, die am 7. Juni 1865 in Frankfurt am Main von Wissenschaftlern der verschiedensten Fachrichtungen ins Leben gerufen wurde; ein Publikationsorgan, das schon bald große wissenschaftliche Bedeutung erlangte. Bereits vier Jahre später wurde es zum Organ der neu gegründeten deutschen Gesellschaft für Anthropologie, Ethnologie und Urgeschichte, am 1. April 1870 in Mainz gegründet, nachdem auf der 43. Versammlung deutscher Naturforscher und Ärzte in Innsbruck im September 1869 von der anthropologischen Sektion der Beschluss gefasst wurde, auf Betreiben des Genfer Naturforschers Carl Vogt, eine selbständige Vereinigung zu gründen. Neben Lindenschmit gehörten auch bekannte Wissenschaftler der Zeit wie etwa Alexander Ecker, Hermann Schaaffhausen und Rudolf Virchow zu ihren Gründungsmitgliedern. Später wurde das Archiv für Anthropologie u. a. von Johannes Ranke und Georg Thilenius im Braunschweiger Verlag F. Vieweg & Sohn herausgegeben.
Der Stadt Mainz stiftete Ludwig Lindenschmit 80 Einzelblätter und Fragmente aus mittelalterlichen Handschriften. Sein Gemälde „Ritter mit seinen Knechten“ befindet sich heute im Landesmuseum Mainz (Lw., 54,5 × 66 cm). Im Jahre 1862 erhielt Lindenschmit die Ehrendoktorwürde (Dr. h. c.) der Universität Basel. Außerdem war er Ehrenmitglied der Berliner Gesellschaft für Anthropologie, Ethnologie und Urgeschichte. Im Jahr 1885 erhielt er die Cothenius-Medaille der Leopoldina.
Beigesetzt wurde Lindenschmit auf dem Mainzer Hauptfriedhof. Ihm zu Ehren wurde in der Mainzer Oberstadt zwischen Am Dalheimer Kloster und Am Linsenberg eine Straße benannt.
Ein gutes Porträtfoto von Ludwig Lindenschmit dem Älteren findet sich in Adam und Kurz 1980, S. 40 (Taf. 18), ein gezeichnetes farbiges Porträt bei Ernst Probst 1996, Farbtafel 6 auf S. 28.

## Veröffentlichungen (Auswahl)
- mit Alexander Ecker Begründer des Archivs für Anthropologie – Organ der deutschen Gesellschaft für Anthropologie, Ethnologie und Urgeschichte. hrsg. von Johannes Ranke und Georg Thilenius; ab Band 24: N. F.; ab Band 25: Archiv für Anthropologie, Völkerforschung und kolonialen Kulturwandel. Vieweg Verlag Braunschweig.
- mit Wilhelm Lindenschmit: Das germanische Todtenlager bei Selzen in der Provinz Rheinhessen. Verlag Victor von Zabern, Mainz 1848 (Digitalisat; Nachdruck, mit einem Vorwort von Kurt Böhner, Mainz 1969; siehe hierzu Rezension von Hermann Ament in: Germania. Band 49, 1971, S. 274–279)
- Ein deutsches Hügelgrab aus der letzten Zeit des Heidenthums (Abbildungen von Mainzer Alterthümern, mit Erklärungen hrsg. von dem Verein zur Erforschung der rheinischen Geschichte und Alterthümer, Heft 4), Verlag Victor von Zabern, Mainz 1852.
- Die vaterländischen Alterthümer der fürstlich hohenzoller’schen Sammlungen zu Sigmaringen. Philipp von Zabern Verlag, Mainz 1860.
- (Hrsg.): Die Alterthümer unserer heidnischen Vorzeit, nach den in öffentlichen und Privatsammlungen befindlichen Originalien zusammengestellt und herausgegeben von dem Römisch-Germanischen Centralmuseum in Mainz durch Ludwig Lindenschmit. 4 Bände, Victor von Zabern Verlag, Mainz 1858–1889.
- Tracht und Bewaffnung des römischen Heeres während der Kaiserzeit, mit besonderer Berücksichtigung der rheinischen Denkmale und Fundstücke. Druck und Verlag von Friedrich Vieweg und Sohn, Braunschweig 1882.
- Handbuch der deutschen Alterthumskunde – Uebersicht der Denkmale und Gräberfunde frühgeschichtlicher und vorgeschichtlicher Zeit in drei Theilen. Teil 1: Die Alterthümer der Merovingischen Zeit. 3 Lieferungen, Verlag Vieweg und Sohn Braunschweig, 1880–1889.